# Michale Graves

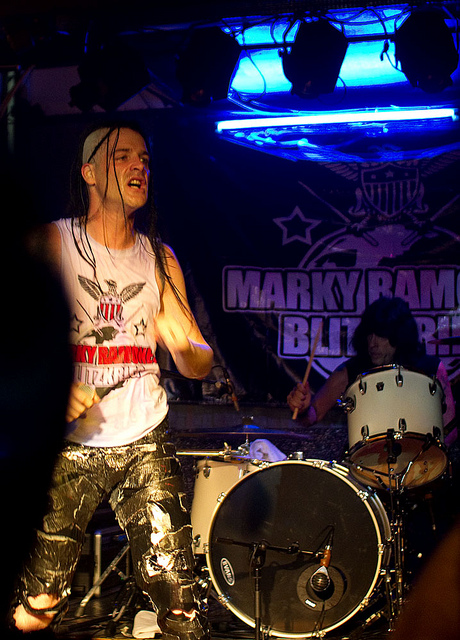
Michale Graves mit Marky Ramone (live, 2010)

Michale Graves (* 21. März 1975 in Dumont, bürgerlich Michael Emanuel) ist ein US-amerikanischer Horrorpunk-Musiker. Bekannt wurde er vor allem als Sänger der Band Misfits zwischen 1995 und 2000. Seitdem ist er solo und mit wechselnden Bands aktiv.

## Karriere
Michale Graves wuchs auf mit zwei Schwestern und einem älteren Bruder. Seine Mutter war Hausfrau, sein Vater arbeitete als Rettungssanitäter und Gerichtsvollzieher. Ab etwa 1985 bewegte er sich in der örtlichen Punkszene. Im Jahr 1994 spielte er in Lodi ein Demo mit seiner damaligen Band The Mopes ein, als ihm zugetragen wurde, dass die Misfits auf der Suche nach einem Sänger zum Vorsingen luden. Mithilfe der Collection I (1986) und des Albums Walk among Us (1982) machte er sich mit deren Stil vertraut und wurde schließlich 1995 als Sänger engagiert. Mit den Misfits veröffentlichte er die beiden Alben American Psycho (1997) und Famous Monsters (1999). Als Songwriter war Graves dabei für einige der bekanntesten Lieder der neugegründeten Misfits verantwortlich, darunter Dig Up her Bones, Scream!, This Island Earth, American Psycho, The Haunting und Shining.
Eine Tour der Misfits mit dem Sänger Myke Hideous sorgte 1998 für einen kurzzeitigen Bandaustritt. Die endgültige Trennung von den Misfits erfolgte 2000, zusammen mit dem Schlagzeuger Dr. Chud (David Calabrese). Mit diesem gründete er anschließend die Band The Lost Boys, wobei sie von ihnen geschriebene Misfits-Stücke aufführten. Beide gründeten dann die Gruppe Graves, unter der sie ein Album veröffentlichten. Weitere Veröffentlichungen scheiterten an Differenzen zwischen Michale Graves und Dr. Chud.
2002 rief Michale Graves Gotham Road (später Gotham Rd) ins Leben, die sich 2004 aber bereits wieder auflösten. Für Diskussionen sorgten zu dieser Zeit Michale Graves’ öffentliche Bekenntnisse zu rechtskonservativen Ansichten und seine Unterstützung der Website conservativepunk.com. Laut ihm war dies eine Reaktion darauf, dass linke Websites offen zur Unterstützung der Demokraten aufforderten und dem Widerwillen dagegen, dass Punk stets als „links“ oder „progressiv“ zu gelten habe. Für seine Karriere waren diese Bekenntnisse ein Rückschritt. Zahlreiche Labels, Zeitschriften, Clubs und andere Musiker verweigerten fortan eine Zusammenarbeit. Rückblickend äußerte Graves, er habe zwar mit Widerstand gerechnet, sei vom Ausmaß aber überrascht worden. Die angebliche Hysterie der Medien bezeichnete er als „schrecklich“, und dies zu einem Höhepunkt seiner Karriere, als seiner eigenen Darstellung nach Rob Zombie und George Romero eine Zusammenarbeit anboten. Parteinahme für die Republikaner lehnt er allerdings ab. Es gehe ihm um „intelligente Vorgehensweise“, um „einen Diskurs zu fördern, der beide Seiten einer Auseinandersetzung zeigen würde“. Dazu meinte Graves: „Ich war der Überzeugung, dass man es den Leuten zumindest schuldete, dass sie selbst entscheiden dürfen, was richtig und was falsch für sie ist, ohne den Druck zu verspüren, dass es da etwas wie ein striktes Denkmodell gibt, das ausschließlich als «Punk» akzeptiert wird. (…) Ich fing an, mich für Ansichten einzusetzen, die von ihrer Natur her ziemlich konservativ waren, und sie zu verteidigen. Es wurde daraus so etwas wie ein Kampf für mich, denn warum sollte ich etwas nicht auf eine bestimmte Art einschätzen können, ohne dafür angegriffen zu werden, das so zu empfinden und es auch auszusprechen.“

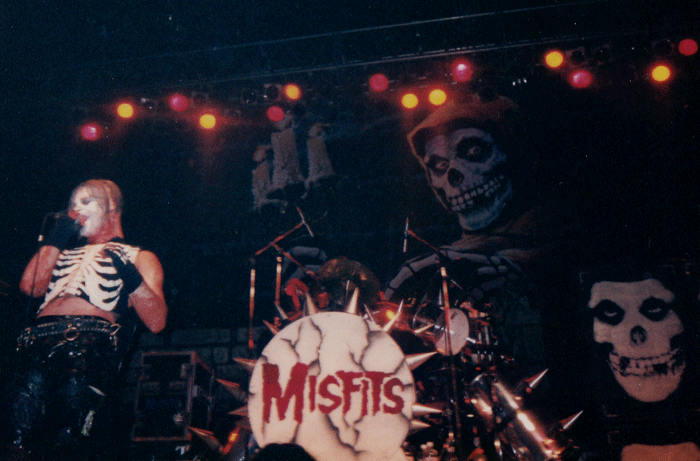
Live mit den Misfits (1998)

Aufgrund von Zukunftssorgen und auch aus Trotz trat er daher 2005 dem United States Marine Corps bei. Kurz zuvor spielte er noch das Soloalbum Punk Rock is Dead ein. Aufgrund von Rückenproblemen schied er allerdings bereits nach einem Jahr mit einer „ehrenhaften Entlassung“ aus dem Militär aus. Noch 2008 äußerte er, einer Rückkehr zu den Misfits stünde er offen gegenüber, es bestünde ja kein gespanntes Verhältnis und es läge eben an den Bandmitgliedern. Tatsächlich trat er ab 2009 wieder mehrmals mit Dr. Chud, Doyle Wolfgang von Frankenstein und der Band Gorgeous Frankenstein auf, dabei auch im Vorprogramm von Danzig, wobei er Lieder aus „seiner“ Misfits-Zeit sang.
Fortan war Graves vor allem als Solomusiker mit Begleitband aktiv. Mit Damien Echols von den West Memphis Three spielte er ein Album ein, für Marky Ramones Band Blitzkrieg übernahm er den Part als Sänger. Über Kickstarter finanzierte er 2012 die Veröffentlichung seines Albums Vagabond. 2018 gab Horrorpunk-Legende Argyle Goolsby seinen Beitritt als Bassist zu Michale Graves’ Band bekannt.

## Kontroversen

### Konzertabsagen 2020/21
2020 wurden insgesamt acht Konzerttermine in Deutschland für die Tour 2021 abgesagt, nachdem Graves über Instagram ein Foto von sich geteilt hatte, auf dem er die von der White-Power-Szene verwendete Geste – Daumen und Zeigefinger bilden einen Kreis und die drei restlichen Finger sind abgespreizt – zeigt (siehe auch Tauchzeichen#Normierte Tauchzeichen). Zum Bild schrieb er:
"I AM A PROUD WESTERN CHAUVINIST AND I REFUSE TO APOLOGIZE FOR BUILDING THE MODERN WORLD"
"Ich bin ein stolzer westlicher Chauvinist und weigere mich, mich dafür zu entschuldigen, dass ich die moderne Welt mit aufgebaut habe."
 Unter dem mittlerweile gelöschten Post verwendete er u. a. die Hashtags #proudboys, #infowars, #trump2020. Bei InfoWars handelt es sich um ein rechtsradikales Online-Portal für Verschwörungstheorien.

### Präsidentschaftswahl 2024
Nach den Wahlen in den Vereinigten Staaten 2024, bei denen Donald Trump gewann, postete Graves auf X:
"I am enjoying the feeling of vindication after 4 years of hell.  I am enjoying the epic meltdown of the mentally unstable and weak minded lunatics who have attacked and tried to ruin and destroy people like me both in and out of the music business. I can't wait to see my friends Joe Biggs, Enrique Tarrio, Ethan Nordean (Rufio) and Jake Lang...and all the others freed from the horrible prisons they are in. I am looking forward to building a better future and making America great again."
"Ich genieße das Gefühl der Genugtuung nach vier Jahren der Hölle. Ich freue mich über den epischen Zusammenbruch der geistig instabilen und schwachköpfigen Fanatiker, die Menschen wie mich innerhalb und außerhalb der Musikbranche angegriffen und zu ruinieren versucht haben. Ich kann es kaum erwarten, meine Freunde Joe Biggs, Enrique Tarrio, Ethan Nordean (Rufio) und Jake Lang ... und all die anderen aus den schrecklichen Gefängnissen, in denen sie sind, befreit zu sehen. Ich freue mich darauf, eine bessere Zukunft aufzubauen und Amerika wieder großartig zu machen."
Zu dem Text postete er ein Foto von sich, auf dem er die von der White-Power-Szene verwendete Geste – Daumen und Zeigefinger bilden einen Kreis und die drei restlichen Finger sind abgespreizt – zeigt (siehe auch Tauchzeichen#Normierte Tauchzeichen). Bei den im Text erwähnten Freunde handelt es sich um rechtsextreme Aktivisten und Mitglieder der Proud Boys, die wegen der Teilnahme am Sturm auf das Kapitol zu Haftstrafen verurteilt wurden.

## Diskografie

### Mit den Misfits
- 1997: American Psycho
- 1997: Dig Up Her Bones
- 1998: Evillive II
- 1998: Scream!
- 1999: Famous Monsters
- 1999: Monster Mash
- 2001: Cuts from the Crypt

### Mit Graves
- 2002: Web of Dharma

### Mit Gotham Road
- 2003: Seasons of the Witch
- 2004: Gotham Rd. Live in Portland

### Solo
- 2005: Punk Rock Is Dead
- 2006: Return to Earth
- 2007: Illusions (mit Damien Echols)
- 2008: Illusions Live at Viretta Park
- 2008: Arkansas Sessions
- 2009: Halifax: Live at the Musicroom
- 2013: Vagabond
- 2013: The Lost Skeleton Returns
- 2013: Vagabond Acoustic
- 2014: Supernatural
- 2014: Wanderer
- 2015: Wanderer Acoustic
- 2015: Nightmares
- 2016: When Worlds Collide
- 2016: Bedlam
- 2017: Backroads
- 2017: The World Turned Upside Down

### Gastbeiträge
- 2010: When We Were Angels (mit Marky Ramone’s Blitzkrieg)
- 2010: If And When (mit Marky Ramone’s Blitzkrieg)
- 2013: Zombie Romance (mit Snow White's Poison Bite)
- 2014: Zombies Unite (mit Night of Samhain)
- 2015: Revenge of the Zombies (mit Night of Samhain)

### Kompilationen
- 2007: Demos and Live Cuts Vol. I
- 2007: Demos and Live Cuts Vol. II
- 2008: Demos and Live Cuts Vol. III
- 2008: Demos and Live Cuts Vol. IV: The 1998 Sessions
- 2009: The Scarecrow Selections
- 2015: Drifter
- 2016: The Legacy Collection